# Білл Реймонд
Білл Реймонд (англ. Bill Raymond) — американський актор.

## Біографія
Білл Реймонд був активним членом експериментальної театральної групи Mabou Mines у 1970-х і 1980-х роках. Більше десяти років грав Ебенезера Скруджа у постановці «Різдвяної пісні в прозі» Чарльза Діккенса.

## Вибіркова фільмографія
- 1980 — Різдвяне зло / Christmas Evil
- 1983 — Крихітко, це ти / Baby It's You
- 1990 — Швидкі зміни / Quick Change
- 1991 — Золоті роки / Golden Years
- 1994 — Ворон / The Crow
- 1995 — 12 мавп / Twelve Monkeys
- 1997 — Побачення на одну ніч / One Night Stand
- 1999 — Смачна штучка / Simply Irresistible
- 1999 — Ураган / The Hurricane
- 2000 — Осінь у Нью-Йорку / Autumn In New York
- 2003 — Доґвіль / Dogville
- 2007 — Майкл Клейтон / Michael Clayton
- 2012 — Лінкольн / Lincoln
- 2014 — Гангста Love / Rob the Mob